# Morti nel 1880
| Questa pagina contiene informazioni ricavate automaticamente dalle voci biografiche con l'ausilio del template Bio e di un bot. L'aggiornamento è periodico e automatico e ricostruisce completamente la pagina. Se manca una persona in questa lista, sei pregato di non aggiungerla, ma accertati piuttosto che la sua voce biografica contenga il template Bio e che i dati anagrafici siano correttamente compilati. Se il template Bio manca, inseriscilo tu stesso o, in alternativa, metti l'avviso {{tmp\|Bio}} che ne segnala la mancanza. Se i dati riportati sono sbagliati, correggi direttamente la voce biografica; le modifiche saranno visibili in questa lista entro pochi giorni. Per chiarimenti vedi il progetto biografie. La lista contiene solo le 333 persone che sono citate nell'enciclopedia e per le quali è stato implementato correttamente il template Bio. Pagina aggiornata al 18 ago 2025. |

## Gennaio(42)
- 1º gennaio - Edmond de Biéville, drammaturgo e giornalista francese (n. 1814)
- 1º gennaio - Charles de Gaulle, scrittore francese (n. 1837)
- 3 gennaio - Seymour Kirkup, pittore e storico dell'arte britannico (n. 1788)
- 4 gennaio - Marthe-Camille Bachasson, politico francese (n. 1801)
- 4 gennaio - Nicolò Bianchi, liutaio italiano (n. 1803)
- 4 gennaio - Edward William Cooke, pittore e geologo britannico (n. 1811)
- 4 gennaio - Anselm Feuerbach, pittore e docente tedesco (n. 1829)
- 4 gennaio - Karl Friedrich Lessing, pittore tedesco (n. 1808)
- 4 gennaio - Refia Sultan, principessa ottomana (n. 1842)
- 6 gennaio - Luigi Borro, scultore italiano (n. 1826)
- 6 gennaio - Silvestro Centofanti, politico e letterato italiano (n. 1794)
- 8 gennaio - Giovanni La Cecilia, scrittore, politico e rivoluzionario italiano (n. 1801)
- 8 gennaio - Joshua A. Norton, imprenditore inglese (n. 1819)
- 9 gennaio - Antonio Forni, militare italiano (n. 1806)
- 10 gennaio - Reinier Craeyvanger, pittore e musicista olandese (n. 1812)
- 11 gennaio - Pier Alessandro Garda, collezionista d'arte, politico e filantropo italiano (n. 1791)
- 12 gennaio - Ida Hahn-Hahn, scrittrice tedesca (n. 1805)
- 12 gennaio - Ellen Arthur, filantropa statunitense (n. 1837)
- 13 gennaio - Paolo Frisiani, astronomo e matematico italiano (n. 1797)
- 14 gennaio - Federico VIII di Schleswig-Holstein-Sonderburg-Augustenburg, nobile tedesco (n. 1829)
- 15 gennaio - Carlo Felice Colonna Barberini, duca di Castelvecchio, nobile e militare italiano (n. 1817)
- 15 gennaio - Nicola Spaccapietra, avvocato, magistrato e politico italiano (n. 1800)
- 16 gennaio - Giacinto Carini, politico e patriota italiano (n. 1821)
- 16 gennaio - Cándida Dardalla Rodríguez, attrice teatrale spagnola (n. 1841)
- 16 gennaio - Charles Nègre, pittore e fotografo francese (n. 1820)
- 17 gennaio - Agénor de Gramont, diplomatico e politico francese (n. 1819)
- 19 gennaio - Jules Favre, politico francese (n. 1809)
- 21 gennaio - Ignazio Ciampi, avvocato, storico e poeta italiano (n. 1824)
- 21 gennaio - Claude Auguste Court, militare e avventuriero francese (n. 1793)
- 21 gennaio - Karl von Seebach, paleontologo, vulcanologo e geologo tedesco (n. 1839)
- 22 gennaio - Ettore Celi, botanico e agronomo italiano (n. 1822)
- 23 gennaio - Carl Kaim von Kaimthal, generale austriaco (n. 1810)
- 25 gennaio - Louisa Swain, attivista statunitense (n. 1801)
- 27 gennaio - Edward Middleton Barry, architetto inglese (n. 1830)
- 27 gennaio - Carl Friedrich Flemming, psichiatra tedesco (n. 1799)
- 27 gennaio - Franz Anton Menge, entomologo tedesco (n. 1808)
- 29 gennaio - Pietro Giovanni Delprato, veterinario, patologo e igienista italiano (n. 1815)
- 30 gennaio - Paul Devaux, politico belga (n. 1801)
- 30 gennaio - Frederick Oakeley, scrittore e presbitero inglese (n. 1802)
- 30 gennaio - Gaspare Sensi, pittore e litografo italiano (n. 1794)
- 31 gennaio - Bernard-Adolphe Granier de Cassagnac, politico, giornalista e scrittore francese (n. 1806)
- 31 gennaio - Anna Lindau, letterata tedesca

## Febbraio(24)
- 1º febbraio - Carlo Bottacco, generale italiano (n. 1820)
- 3 febbraio - Coriolano Monti, ingegnere e politico italiano (n. 1815)
- 4 febbraio - Francis de Laporte de Castelnau, naturalista, entomologo e esploratore francese (n. 1810)
- 5 febbraio - Adolph Edward Borie, politico statunitense (n. 1809)
- 5 febbraio - Marco Casagrande, scultore italiano (n. 1804)
- 6 febbraio - Ferenc Csepreghy, commediografo ungherese (n. 1842)
- 7 febbraio - Franz Ferdinand Benary, orientalista tedesco (n. 1805)
- 8 febbraio - Antonio Angeleri, pianista italiano (n. 1801)
- 9 febbraio - Giulio Bossi, politico italiano (n. 1793)
- 11 febbraio - Prosper Dérivis, basso francese (n. 1808)
- 12 febbraio - Karl von Holtei, drammaturgo tedesco (n. 1798)
- 13 febbraio - Eugène de Mirecourt, giornalista e scrittore francese (n. 1812)
- 13 febbraio - Heinrich August Ludwig Wiggers, farmacista tedesco (n. 1803)
- 14 febbraio - Léonce Reynaud, ingegnere e architetto francese (n. 1803)
- 14 febbraio - Giovanmaria Scotti, patriota italiano (n. 1820)
- 15 febbraio - Jan Weissenbruch, pittore e incisore olandese (n. 1822)
- 17 febbraio - James Lenox, bibliografo statunitense (n. 1800)
- 18 febbraio - Nikolaj Nikolaevič Zinin, chimico russo (n. 1812)
- 19 febbraio - Costantino Brumidi, pittore italiano (n. 1805)
- 21 febbraio - Izmail Ivanovič Sreznevskij, slavista russo (n. 1812)
- 23 febbraio - Ludwig von Fautz, ammiraglio austriaco (n. 1811)
- 26 febbraio - Franziska Möllinger, fotografa svizzera (n. 1817)
- 26 febbraio - Charles William Russell, presbitero e saggista irlandese (n. 1812)
- 26 febbraio - Pietro Selvatico, architetto, critico d'arte e storico dell'arte italiano (n. 1803)

## Marzo(32)
- 1º marzo - Louis de Kergorlay, politico, militare e nobile francese (n. 1804)
- 3 marzo - Carl Ludwig Kirschbaum, entomologo tedesco (n. 1812)
- 6 marzo - Friedrich Harkort, imprenditore e politico tedesco (n. 1793)
- 6 marzo - Adolphe Montigny, attore teatrale, drammaturgo e direttore teatrale francese (n. 1805)
- 9 marzo - Giovanni Battista Lombardi, scultore italiano (n. 1822)
- 9 marzo - Diego Pignatelli, nobile e politico italiano (n. 1823)
- 9 marzo - Rudolph Scheffer, botanico olandese (n. 1844)
- 12 marzo - Francesco Paolo Catucci, politico italiano (n. 1820)
- 13 marzo - Gaspero Barbera, editore e tipografo italiano (n. 1818)
- 13 marzo - Thomas Bell, zoologo, chirurgo e scrittore britannico (n. 1792)
- 13 marzo - Henry Nelson O'Neil, pittore britannico (n. 1817)
- 14 marzo - Joseph-Silvestre Brun, scultore francese (n. 1792)
- 15 marzo - Pericle Mazzoleni, politico e prefetto italiano (n. 1814)
- 19 marzo - Jacob Axel Josephson, compositore svedese (n. 1818)
- 19 marzo - Francesco Marzolo, chirurgo italiano (n. 1818)
- 20 marzo - Wilhelm Philippe Schimper, botanico francese (n. 1808)
- 23 marzo - Girolamo Costantini, politico italiano (n. 1815)
- 23 marzo - Gheorghe Magheru, rivoluzionario e generale rumeno (n. 1802)
- 25 marzo - Ludmilla Assing, scrittrice tedesca (n. 1821)
- 25 marzo - Valentín Carderera, pittore e storico dell'arte spagnolo (n. 1796)
- 25 marzo - Vincenzo Gorga, presbitero e missionario italiano (n. 1852)
- 25 marzo - Tommaso Marani, patriota italiano (n. 1832)
- 26 marzo - Frances Cowper, nobildonna inglese (n. 1820)
- 26 marzo - Theodor Hartig, botanico e zoologo tedesco (n. 1805)
- 27 marzo - Francis Alexander, pittore statunitense (n. 1800)
- 28 marzo - Achille Peri, compositore e direttore d'orchestra italiano (n. 1812)
- 29 marzo - Gabriello Carnazza Puglisi, giurista, patriota e politico italiano (n. 1809)
- 30 marzo - Antonio Mosto, militare italiano (n. 1824)
- 31 marzo - Edward Gabriel André Barrett, militare statunitense (n. 1827)
- 31 marzo - Salvator Angelo De Castro, politico italiano (n. 1817)
- 31 marzo - Joseph Guichard, pittore francese (n. 1806)
- 31 marzo - Henryk Wieniawski, violinista e compositore polacco (n. 1835)

## Aprile(14)
- 1º aprile - Giuseppe Rossi, militare e politico italiano (n. 1797)
- 4 aprile - Stefano Butti, scultore e pittore italiano (n. 1807)
- 7 aprile - Marie Escudier, giornalista e musicologo francese (n. 1819)
- 9 aprile - Gennaro Simini, patriota e medico italiano (n. 1812)
- 10 aprile - Vincenzo Sylos Labini, politico italiano (n. 1809)
- 11 aprile - Jean Antoine Théodore de Gudin, pittore francese (n. 1802)
- 13 aprile - Robert Fortune, esploratore e botanico britannico (n. 1812)
- 17 aprile - Sebastiano De Luca, chimico, naturalista e politico italiano (n. 1820)
- 21 aprile - John Marsh, calciatore e crickettista inglese (n. 1842)
- 23 aprile - Raden Saleh, pittore indonesiano (n. 1811)
- 26 aprile - Camillo Versari, medico, patologo e patriota italiano (n. 1802)
- 27 aprile - Elizaveta Ksaver'evna Branickaja, nobildonna russa (n. 1792)
- 27 aprile - Joseph Vinoy, generale e politico francese (n. 1803)
- 29 aprile - Franz Eybl, pittore austriaco (n. 1806)

## Maggio(36)
- 1º maggio - Samuel P. Heintzelman, generale statunitense (n. 1805)
- 2 maggio - Eberhard Anheuser, imprenditore tedesco (n. 1806)
- 3 maggio - Sebastian Buff, pittore svizzero (n. 1829)
- 3 maggio - Jonathan Homer Lane, astrofisico statunitense (n. 1819)
- 4 maggio - Stanislao Caboni, politico italiano (n. 1795)
- 4 maggio - Edward Clark, politico statunitense (n. 1815)
- 6 maggio - Friedrich Bayer, imprenditore tedesco (n. 1825)
- 6 maggio - Francesco Pucci di Sangiuliano, politico italiano
- 6 maggio - Ivan Surikov, poeta e scrittore russo (n. 1841)
- 7 maggio - Luís Alves de Lima e Silva, militare e politico brasiliano (n. 1803)
- 8 maggio - Gustave Flaubert, scrittore francese (n. 1821)
- 8 maggio - Christian August Friedrich Peters, astronomo tedesco (n. 1806)
- 9 maggio - Gaetano Del Giudice, patriota e politico italiano (n. 1816)
- 9 maggio - Girolamo Federico Fenaroli Avogadro, politico italiano (n. 1827)
- 10 maggio - John Goss, organista e compositore inglese (n. 1800)
- 11 maggio - Giuseppe Loss, alpinista austro-ungarico (n. 1831)
- 11 maggio - Giuseppe Mazzoni, politico italiano (n. 1808)
- 13 maggio - Angelo Dimai, alpinista e militare italiano (n. 1819)
- 13 maggio - Liévin De Winne, pittore belga (n. 1821)
- 15 maggio - Auguste Charpentier, pittore francese (n. 1813)
- 17 maggio - Henry Cohen, numismatico, bibliografo e compositore francese (n. 1806)
- 17 maggio - Christen Andreas Fonnesbech, politico danese (n. 1817)
- 17 maggio - Alessandro Friggeri, militare italiano (n. 1815)
- 18 maggio - Giuseppe Sante Carrara, patriota italiano (n. 1834)
- 18 maggio - Louis-Edouard-François-Desiré Pie, cardinale e vescovo cattolico francese (n. 1815)
- 20 maggio - William Hallowes Miller, mineralogista, cristallografo e fisico britannico (n. 1801)
- 20 maggio - François Tamisier, militare e politico francese (n. 1809)
- 20 maggio - Eugenio I di Ligne, nobile, politico e diplomatico belga (n. 1804)
- 21 maggio - Ivan Petrovič Liprandi, generale e storico russo (n. 1790)
- 24 maggio - Francesco Rizzoli, medico, chirurgo e politico italiano (n. 1809)
- 25 maggio - Peter Wilhelm Lund, paleontologo, zoologo e archeologo danese (n. 1801)
- 25 maggio - Johanna von Isser Großrubatscher, disegnatrice austriaca (n. 1802)
- 26 maggio - John Curwen, educatore inglese (n. 1816)
- 30 maggio - James Planché, scrittore e drammaturgo inglese (n. 1796)
- 31 maggio - Hippolyte Mège-Mouriès, chimico e inventore francese (n. 1817)
- 31 maggio - Sunandha Kumariratana del Siam, regina thailandese (n. 1860)

## Giugno(18)
- 1º giugno - Hippolyte Passy, politico e economista francese (n. 1793)
- 3 giugno - Maria d'Assia-Darmstadt, imperatrice (n. 1824)
- 4 giugno - Eugen Adam, pittore tedesco (n. 1817)
- 7 giugno - Francisco Bolognesi, militare peruviano (n. 1816)
- 7 giugno - Giuseppe Paoli, fantino italiano (n. 1839)
- 8 giugno - Giacomo Gravina, politico italiano (n. 1794)
- 12 giugno - José Ruperto Monagas, politico venezuelano (n. 1831)
- 12 giugno - George Opdyke, politico statunitense (n. 1805)
- 14 giugno - Leonhard Ennen, archivista e storico tedesco (n. 1820)
- 14 giugno - Giovanni Vollaro, patriota e militare italiano (n. 1823)
- 18 giugno - John Sutter, imprenditore svizzero (n. 1803)
- 20 giugno - Karl Wilhelm Nitzsch, storico tedesco (n. 1818)
- 21 giugno - Theophilus Hunter Holmes, militare statunitense (n. 1804)
- 23 giugno - Adolph Eduard Grube, aracnologo e zoologo tedesco (n. 1812)
- 24 giugno - Jules Antoine Lissajous, matematico e fisico francese (n. 1822)
- 27 giugno - Carl Borchardt, matematico tedesco (n. 1817)
- 27 giugno - Francesco Cavalletti Rondinini, nobile e politico italiano (n. 1827)
- 29 giugno - Bernardino Lurati, avvocato e politico svizzero (n. 1829)

## Luglio(14)
- 5 luglio - Giuseppe Cavaleri, pittore e scultore italiano (n. 1829)
- 5 luglio - John Scott Porter, biblista e teologo irlandese (n. 1801)
- 6 luglio - Ol'ga Nikolaevna Poltavševa, nobildonna e filantropa russa (n. 1823)
- 7 luglio - Nicola Ivanoff, tenore italiano (n. 1810)
- 8 luglio - Humbert Jaillet de Saint-Cergues, politico francese (n. 1803)
- 9 luglio - Paul Broca, antropologo, neurologo e chirurgo francese (n. 1824)
- 11 luglio - Léon Gaston Genevier, botanico e farmacista francese (n. 1830)
- 12 luglio - John Collingham Moore, pittore inglese (n. 1829)
- 12 luglio - Tom Taylor, critico letterario e scrittore inglese (n. 1817)
- 14 luglio - Luigi Damiano, generale italiano (n. 1800)
- 20 luglio - George Ramsay, XII conte di Dalhousie, nobile e ammiraglio scozzese (n. 1806)
- 22 luglio - Anna Caroline Oury, pianista e compositrice francese (n. 1808)
- 26 luglio - George Bradburn, politico statunitense (n. 1806)
- 30 luglio - Francesco Saverio Apuzzo, cardinale e arcivescovo cattolico italiano (n. 1807)

## Agosto(24)
- 2 agosto - Juan Eugenio Hartzenbusch, drammaturgo, scrittore e filologo spagnolo (n. 1806)
- 2 agosto - Henri Lemaire, scultore e politico francese (n. 1798)
- 3 agosto - Raffaele Conforti, politico e patriota italiano (n. 1804)
- 3 agosto - Mungo Ponton, chimico scozzese (n. 1801)
- 5 agosto - Ferdinand von Hebra, dermatologo austriaco (n. 1816)
- 5 agosto - William Henry Giles Kingston, scrittore britannico (n. 1814)
- 5 agosto - Ludwig Binswanger, psichiatra svizzero (n. 1820)
- 9 agosto - Edmond Albius, botanico francese (n. 1829)
- 14 agosto - Stratford Canning, I visconte di Stratford de Redcliffe, diplomatico e politico britannico (n. 1786)
- 14 agosto - Giuseppe Polsinelli, politico italiano (n. 1787)
- 15 agosto - Sara Bonetta Forbes, nobile nigeriana (n. 1843)
- 15 agosto - Adelaide Neilson, attrice teatrale inglese (n. 1847)
- 15 agosto - Emidio Pacifici Mazzoni, giurista italiano (n. 1834)
- 16 agosto - Dominique Alexandre Godron, botanico, geologo e speleologo francese (n. 1807)
- 16 agosto - Herschel V. Johnson, politico statunitense (n. 1812)
- 16 agosto - Pompeo Randi, pittore italiano (n. 1827)
- 17 agosto - Ole Bull, violinista e compositore norvegese (n. 1810)
- 17 agosto - Ulysse Parent, attivista francese (n. 1828)
- 18 agosto - Raffaele Gagliardi, vescovo cattolico, teologo e letterato italiano (n. 1814)
- 20 agosto - Achille Carrillo, pittore italiano (n. 1818)
- 20 agosto - Pietro Gerolamo Invernizzi, patriota italiano (n. 1833)
- 27 agosto - Raffaele Piccoli, patriota e rivoluzionario italiano (n. 1819)
- 29 agosto - Sanford Robinson Gifford, pittore statunitense (n. 1823)
- 29 agosto - Hyacinthe Klosé, clarinettista francese (n. 1808)

## Settembre(16)
- 4 settembre - Cándido Bareiro, politico paraguaiano (n. 1833)
- 5 settembre - Cesare Campori, poeta e storico italiano (n. 1814)
- 5 settembre - Elena di Hohenlohe-Langenburg, nobile tedesca (n. 1807)
- 7 settembre - Manolache Costache Epureanu, politico rumeno (n. 1820)
- 8 settembre - Wilhelm August Rieder, pittore austriaco (n. 1796)
- 9 settembre - Francesco Calcagno, magistrato e politico italiano (n. 1803)
- 9 settembre - Henri Place, pittore francese (n. 1812)
- 9 settembre - Constance Fox Talbot, fotografa britannica (n. 1811)
- 10 settembre - Pasquale De Angelis, attore teatrale italiano (n. 1808)
- 17 settembre - Ram Singh II, principe indiano (n. 1833)
- 18 settembre - Trofimo Arnulfi, militare e politico italiano (n. 1803)
- 19 settembre - Teresa Fioroni, pittrice italiana (n. 1799)
- 21 settembre - Manuel Montt, giurista e politico cileno (n. 1809)
- 23 settembre - Geraldine Jewsbury, scrittrice inglese (n. 1812)
- 23 settembre - Robert Friedrich Wilms, chirurgo tedesco (n. 1824)
- 24 settembre - Antonio Sarti, architetto e incisore italiano (n. 1797)

## Ottobre(24)
- 1º ottobre - Ludwig Joseph von Boos-Waldeck, nobile tedesco (n. 1798)
- 1º ottobre - Alfred zu Stolberg-Stolberg, nobile e politico tedesco (n. 1835)
- 2 ottobre - Joseph Kellaway, militare britannico (n. 1824)
- 3 ottobre - Adolphe-Félix Cals, pittore e incisore francese (n. 1810)
- 5 ottobre - William Lassell, astronomo e ottico inglese (n. 1799)
- 5 ottobre - Jacques Offenbach, compositore e violoncellista tedesco (n. 1819)
- 5 ottobre - Roberto Sava, medico, filosofo e naturalista italiano (n. 1802)
- 6 ottobre - Benjamin Peirce, matematico e astronomo statunitense (n. 1809)
- 10 ottobre - Giampietro Campana, collezionista d'arte italiano
- 14 ottobre - Charles-Ernest-Édouard Hardy de La Largére, generale francese (n. 1802)
- 14 ottobre - Bartolomeo Pacca il Giovane, cardinale italiano (n. 1817)
- 14 ottobre - Victorio, condottiero nativo americano (n. 1825)
- 14 ottobre - Pietro Ercole Visconti, archeologo italiano (n. 1802)
- 16 ottobre - Mario Tiberini, tenore italiano (n. 1826)
- 20 ottobre - Lydia Maria Child, scrittrice statunitense (n. 1802)
- 20 ottobre - Gabriel de Chamberet, generale francese (n. 1816)
- 22 ottobre - Salvatore Morelli, scrittore, giornalista e patriota italiano (n. 1824)
- 22 ottobre - Alphonse Pénaud, ingegnere, inventore e pioniere dell'aviazione francese (n. 1850)
- 23 ottobre - Bettino Ricasoli, nobile e politico italiano (n. 1809)
- 25 ottobre - Thomas Campbell Eyton, naturalista inglese (n. 1809)
- 27 ottobre - Thrasyvoulos Zaimīs, politico greco (n. 1822)
- 28 ottobre - Édouard Séguin, medico francese (n. 1812)
- 29 ottobre - Johann Nepomuk Geiger, pittore e disegnatore austriaco (n. 1805)
- 30 ottobre - Fred White, poliziotto statunitense (n. 1849)

## Novembre(32)
- 1º novembre - José Paranhos, visconte di Rio Branco, politico e diplomatico brasiliano (n. 1819)
- 2 novembre - Carlo Tito Dalbono, storico, romanziere e critico d'arte italiano (n. 1817)
- 4 novembre - Étienne Mulsant, entomologo, ornitologo e bibliotecario francese (n. 1797)
- 4 novembre - Giambattista Pentasuglia, patriota e politico italiano (n. 1821)
- 4 novembre - Félicien de Saulcy, archeologo e numismatico francese (n. 1807)
- 5 novembre - Francesco Stocco, patriota e generale italiano (n. 1806)
- 6 novembre - Giusto Bellavitis, matematico italiano (n. 1803)
- 6 novembre - Estanislao del Campo, poeta argentino (n. 1834)
- 7 novembre - Carl Friedrich Weitzmann, musicologo e musicista tedesco (n. 1808)
- 8 novembre - Leonhard von Spengel, filologo classico tedesco (n. 1803)
- 9 novembre - Edwin Drake, inventore statunitense (n. 1819)
- 10 novembre - Sabin Berthelot, naturalista e etnologo francese (n. 1794)
- 11 novembre - Ned Kelly, criminale australiano (n. 1855)
- 11 novembre - Lucretia Mott, insegnante statunitense (n. 1793)
- 12 novembre - Giovanni Stefani, presbitero, educatore e patriota italiano (n. 1797)
- 15 novembre - Xavier Aubryet, giornalista e scrittore francese (n. 1827)
- 16 novembre - Johann von Dumreicher, chirurgo austro-ungarico (n. 1815)
- 16 novembre - Alfred Guillard, pittore e museologo francese (n. 1810)
- 16 novembre - Aleksandr Aleksandrovič Kvjatkovskij, rivoluzionario russo (n. 1853)
- 18 novembre - Jacob Zeilin, ufficiale statunitense (n. 1806)
- 20 novembre - Léon Cogniet, pittore francese (n. 1794)
- 21 novembre - Emmanuel d'Alzon, presbitero francese (n. 1810)
- 21 novembre - John Whitehead Peard, avvocato e militare britannico (n. 1811)
- 22 novembre - James Craig Watson, astronomo canadese (n. 1838)
- 23 novembre - Georg Ernst Ludwig Hampe, micologo, botanico e farmacista tedesco (n. 1795)
- 24 novembre - Napoléon Henri Reber, compositore francese (n. 1807)
- 25 novembre - Luigi Camoletti, scrittore e giornalista italiano (n. 1804)
- 25 novembre - Belisario Clemente, patriota e politico italiano (n. 1798)
- 26 novembre - Salvatore Marchese, economista, giurista e politico italiano (n. 1811)
- 27 novembre - George Bibb Crittenden, generale statunitense (n. 1812)
- 27 novembre - Adolf Klügmann, archeologo e numismatico tedesco (n. 1837)
- 27 novembre - Luigi Seyssel d'Aix, politico italiano (n. 1820)

## Dicembre(25)
- 2 dicembre - Claudio Grafulla, direttore di banda e compositore spagnolo (n. 1812)
- 2 dicembre - Angelo Inganni, pittore italiano (n. 1807)
- 2 dicembre - Josephine Lang, pianista, cantante e compositrice tedesca (n. 1815)
- 3 dicembre - Martin Gropius, architetto tedesco (n. 1824)
- 4 dicembre - Ludovico Ideo, vescovo cattolico italiano (n. 1811)
- 7 dicembre - Maria Giuseppa Rossello, religiosa italiana (n. 1811)
- 9 dicembre - Joseph W. Brown, generale statunitense (n. 1793)
- 10 dicembre - Marcantonio Durando, presbitero italiano (n. 1801)
- 11 dicembre - Oliver Winchester, imprenditore e politico statunitense (n. 1810)
- 12 dicembre - Louis Girod de Montfalcon, politico francese (n. 1813)
- 14 dicembre - Luigi Scotti Douglas, generale italiano (n. 1796)
- 15 dicembre - Carlo Bon Compagni di Mombello, magistrato, pedagogista e politico italiano (n. 1804)
- 18 dicembre - Michel Chasles, matematico francese (n. 1793)
- 18 dicembre - Franco Mistrali, giornalista, romanziere e storico italiano (n. 1833)
- 21 dicembre - Amos Tappan Akerman, politico statunitense (n. 1821)
- 22 dicembre - George Eliot, scrittrice britannica (n. 1819)
- 24 dicembre - Mauro Macchi, giornalista, patriota e politico italiano (n. 1818)
- 25 dicembre - Fridolin Anderwert, avvocato e politico svizzero (n. 1828)
- 25 dicembre - Wilhelm Mannhardt, etnologo tedesco (n. 1831)
- 27 dicembre - Alessandro Nini, compositore italiano (n. 1805)
- 30 dicembre - Maria d'Assia-Kassel, nobildonna (n. 1796)
- 30 dicembre - Achille Guénée, entomologo francese (n. 1809)
- 30 dicembre - Konstantin Pavlovič Naryškin, politico russo (n. 1806)
- 31 dicembre - Hector-Martin Lefuel, architetto francese (n. 1810)
- 31 dicembre - Arnold Ruge, filosofo e scrittore tedesco (n. 1802)

## Senza giorno specificato(32)
- Stanislao Barracco, nobile, politico e patriota italiano
- Amilcare Belotti, attore teatrale italiano (n. 1820)
- Stanislao Antonio Bonamici, editore italiano (n. 1815)
- Caballero, condottiero nativo americano
- Fedele Caggiano, scultore italiano (n. 1804)
- Bernat Calvó Puig Capdevilla, compositore e organista spagnolo (n. 1819)
- Ottorino Caracciolo, pittore italiano (n. 1855)
- Adolphe Crémieux, giurista e politico francese (n. 1796)
- Reinhard Carl Friedrich von Dalwigk, politico tedesco (n. 1802)
- Francesco Del Giudice, ingegnere italiano (n. 1815)
- Alfred Driou, scrittore e religioso francese (n. 1810)
- Louis Edmond Duranty, scrittore francese (n. 1833)
- Giovanni Battista e Giuseppe Epis, pittore italiano (n. 1829)
- Giuseppe Florio, poeta italiano (n. 1818)
- Giacomo Guarinelli, architetto italiano (n. 1810)
- Constantin Hansen, pittore danese (n. 1804)
- Quirinus Harder, architetto olandese (n. 1801)
- Charles Thomas Jackson, chimico statunitense (n. 1805)
- Luigi Lojacono, pittore italiano (n. 1810)
- Giovanni Battista Meduna, architetto italiano (n. 1800)
- Spyridon Milios, rivoluzionario, generale e politico greco (n. 1800)
- Lorenzo Molossi, economista e geografo italiano (n. 1795)
- Arthur Morin, fisico francese (n. 1795)
- Pietro Narducci, pittore e docente italiano (n. 1793)
- Giovanni Ponticelli, pittore italiano
- Procopio II di Gerusalemme, arcivescovo ortodosso greco
- Adolph von Schönberg, generale austriaco (n. 1804)
- Mariano Soriano Fuertes, musicologo e insegnante spagnolo (n. 1817)
- Johann Heinrich Strack, architetto tedesco (n. 1805)
- Maharaja Ayilyam Thirunal, principe indiano (n. 1832)
- Pietro Ulivi, pittore italiano (n. 1806)
- José Ignacio de Márquez, politico colombiano (n. 1793)